# Hawanatu Bangura
Hawanatu Bangura (ur. 2 stycznia 1988 we Freetown) – sierraleońska lekkoatletka, sprinterka.
Brała udział w igrzyskach w 2004, na których wystartowała w biegu na 100 m. Odpadła w pierwszej rundzie zajmując 7. miejsce w swoim biegu eliminacyjnym z czasem 12,11 s. Była chorążym kadry Sierra Leone na tych igrzyskach. Jest też najmłodszym sierraleońskim olimpijczykiem.

## Rekordy życiowe
Na podstawie
- 100 m – 12,11 ( Ateny, 20 sierpnia 2004, Letnie Igrzyska Olimpijskie 2004)
- 200 m – 25,03 ( Bandżul, 13 kwietnia 2003)